# Armasrivier
De Puostirivier (Puostijoki) / Armasrivier (Armasjoki) is een rivier in de Zweedse provincie Norrbottens län. De rivier is meer dan 69 kilometer lang. Zij ontstaat in een moerasgebied als de Takarivier en Kuurarivier samenstromen en verdergaan als één rivier. De rivier, dan op 122 meter boven de zeespiegel, stroomt naar het zuiden en stroomt het relatief grote meer Puostijärvi in. Het stroomt het 10 kilometer lange meer van noord naar zuid door om aan de zuidpunt naar het oosten te draaien. Na 4 kilometer, waarin twee waterkrachtcentrales volgt het Armasmeer en vanaf daar tot aan de Torne heet zij Armasrivier. Het waterniveau ligt dan ongeveer 50 meter boven zeespiegel.
De Zweedse instantie voor waterhuishouding SMHI noemt alleen de Armasjoki, terwijl die nauwelijks 6 kilometer lang is; de Puostirivier ontbreekt in de lijst.
Armasjoki betekent rivier van de liefde of geliefden.